# 光叶楼梯草
光叶楼梯草（学名：Elatostema laevissimum）是荨麻科楼梯草属的植物。分布于越南以及中国大陆的云南、广西、海南、西藏等地，生长于海拔1,000米至1,600米的地区，见于山谷阴湿处和林中，目前尚未由人工引种栽培。

## 异名
- Elatostema laevissimum W. T. Wang var. puberulum W. T. Wang